# Antarctoscyphus gruzovi
Antarctoscyphus gruzovi är en nässeldjursart som först beskrevs av Stepan'yants 1979.  Antarctoscyphus gruzovi ingår i släktet Antarctoscyphus och familjen Sertulariidae.
Artens utbredningsområde är Södra Ishavet. Inga underarter finns listade i Catalogue of Life.